# Carlos Enciso
Carlos Fernando Enciso Christiansen  (* 23. August 1967 in Montevideo) ist ein uruguayischer Politiker.

## Ausbildung und Privates
Der Weg seiner schulischen Bildung führte über das Colegio Sagrado Corazón, wo er das humanistische Bachillerato ablegte. Anschließend absolvierte er ein Grundstudium der Rechts- und Sozialwissenschaften und studierte Auswärtige Beziehungen an der Universidad de la República (UdelaR). Dem folgten weitere Kurse an der Universidad Católica del Uruguay Dámaso Antonio Larrañaga (UCUDAL) und andernorts. Enciso ist mit Maria Noel Crucci verheiratet.

## Politische Karriere
Der gebürtige Montevideaner ist Mitglied der Partido Nacional. Nach seiner diesbezüglichen Wahl (in den elecciones Generales) war er von November 1994 bis Mai 2000 Mitglied (Edil) der departamentalen Legislativebene. Von 2005 bis 2010 saß er als Abgeordneter für das Departamento Florida in der Cámara de Representantes. Hier war er zwischen 2008 und 2009 Präsident der Kommission für Viehzucht, Ackerbau und Fischerei. Bei den Parlamentswahlen 2009 wurde er für eine weitere Legislaturperiode als Volksvertreter bestätigt. Die Kommunalwahlen vom 9. Mai 2010 bedeuteten für ihn den nächsten Karriereschritt, denn dort wurde er zum Intendente von Florida gewählt. Seine Amtszeit währt bis 2015.